# Pascua Marrana
La Pascua Marrana es una historia tradicional hebrea transmitida de forma oral por decenas de generaciones de la familia Cohen, hasta hacerla pública uno de sus miembros, León Cohen Bello. El relato fue publicado en 2001 por Isaías Leo Kremer en su obra De cada pueblo un paisano. La tradición oral tiene por protagonista a Don José Manuel Rojas y Mejía, un miembro de los anusim (converso, criptojudío o marrano), y ha sido recogida por instituciones judías internacionales como el Centro de Estudios Sefardíes (Caracas, Venezuela), La Boz Sefardí (Lima, Perú), MIFGASH del WUPJ (World Union for Progressive Judaism) o la WZO (World Zionist Organization).

## Los Rojas: judíos de Sefarad
El protagonista del relato Pascua Marrana, José Manuel Rojas y Mejía, explica que su apellido Rojas procede de la inversión de la palabra hebrea Sajor (Shajor, Shahor...) (hebreo: שחור), la cual significa negro; que su familia Rojas está relacionada con miembros de las familias Cohen y Levi y con los judíos de Sefarad; y que él celebra el Pesaj y otras festividades judías con sus hermanos judíos sefarditas, a escondidas de la Inquisición española.
La historia Pascua Marrana relata un Pesaj vivido por los Rojas-Sajor y los otros judíos con gran devoción y a escondidas, en plena consonancia con la tradición del judaísmo ortodoxo sefardí. Muestra la realidad de una familia de Anusim, la de los Rojas, perseguida por la Inquisición española por mantener su judaísmo, tras su conversión forzada al cristianismo.